# Robursport Volley Pesaro 2003-2004
Questa voce raccoglie le informazioni riguardanti il Robursport Volley Pesaro nelle competizioni ufficiali della stagione 2003-2004.

## Stagione
La stagione 2003-04 è per il Robursport Volley Pesaro, sponsorizzato dalla Scavolini, la prima in Serie A1: la squadra infatti ha ottenuto la promozione dopo la vittoria dei play-off della Serie A2 2002-03; come allenatore viene scelto Marcello Abbondanza, mentre alcune giocatrici autrici della promozione sono confermate come Antonella Del Core, Anna Świderek e Valeria Rosso. Tra gli acquisti spiccano quelli di Nadia Centoni, Aneta Germanova, Jana Havlová e Elena Butnaru e tra le cessioni quelle di Annamaria Quaranta, Adriana Marčeková e Manuela Secolo.
Il campionato inizia con tre sconfitte consecutive, mentre la prima vittoria arriva alla quarta giornata, per 3-1, in casa del Volley Modena, seguita da un secondo successo nella giornata successiva ai danni della Nuova San Giorgio Pallavolo Sassuolo: il resto del girone di andata è costellato esclusivamente di gare perse che portano la squadra di Pesaro al penultimo posto in classifica. Il girone di ritorno invece è un monologo di insuccessi, con una sola vittoria che arriva alla ventesima giornata contro il Vicenza Volley: la regular season si chiude con l'ultimo posto in classifica e la conseguente retrocessione in Serie A2.
Il Robursport Volley Pesaro partecipa alla Coppa Italia in quanto partecipante alla Serie A1 2003-04: inizia il proprio cammino dagli ottavi di finale ma viene immediatamente eliminato a seguito della sconfitta sia nella gara di andata che in quella di ritorno, entrambe per 3-0, contro il Volley Bergamo.

## Organigramma societario
Area direttiva
- Presidente: Giancarlo Sorbini

Area tecnica
- Allenatore: Marcello Abbondanza
- Allenatore in seconda: Simone Angelini
- Scout man: Ivan Bragagni

Area sanitaria
- Medico: Alfredo Bressan
- Preparatore atletico: Ivan Bragagni (dal 10 ottobre 2003)
- Fisioterapista: Gabriele Palucci

## Rosa
| N° | Nome               | Ruolo | Data di nascita | Nazionalità sportiva |
| -- | ------------------ | ----- | --------------- | -------------------- |
| 1  | Elisa Cancellieri  | C     | 29 agosto 1984  | Italia               |
| 2  | Elena Butnaru      | C     | 27 aprile 1975  | Romania              |
| 3  | Valeria Rosso      | C     | 24 ottobre 1981 | Italia               |
| 5  | Aneta Germanova    | S     | 3 gennaio 1975  | Bulgaria             |
| 6  | Su Li Qun          | C     | 16 ottobre 1970 | Cina                 |
| 7  | Enrica Rocca       | P     | 22 gennaio 1984 | Italia               |
| 10 | Giorgete Mengarda  | L     | 5 giugno 1972   | Brasile              |
| 11 | Jana Havlová       | S     | 27 maggio 1978  | Rep. Ceca            |
| 12 | Anna Świderek      | P     | 14 agosto 1981  | Italia               |
| 13 | Nadia Centoni      | S/O   | 19 giugno 1981  | Italia               |
| 14 | Giovanna Furiassi  | L     | 10 agosto 1985  | Italia               |
| 15 | Antonella Del Core | S     | 5 novembre 1980 | Italia               |

## Mercato
| Acquisti | Acquisti        | Acquisti       | Acquisti   |
| R.       | Nome            | da             | Modalità   |
| -------- | --------------- | -------------- | ---------- |
| C        | Elena Butnaru   | Diego Porcelos | definitivo |
| S/O      | Nadia Centoni   | Vicenza        | definitivo |
| S        | Aneta Germanova | Promo Firenze  | definitivo |
| S        | Jana Havlová    | Panellīnios    | definitivo |
| C        | Su Li Qun       | Forlì          | definitivo |
| P        | Enrica Rocca    | Roma           | definitivo |

| Cessioni | Cessioni           | Cessioni         | Cessioni   |
| R.       | Nome               | a                | Modalità   |
| -------- | ------------------ | ---------------- | ---------- |
| C        | Adriana Marčeková  | Castelfidardo    | definitivo |
| S/O      | Annamaria Quaranta | Corridonia       | definitivo |
| S        | Manuela Secolo     | Bergamo          | definitivo |
| C        | Vincenza Siracusa  | ?                | definitivo |
| P        | Elisa Zozzi        | Rimini Pallavolo | definitivo |

## Risultati

### Serie A1

#### Girone di andata
| 1ª giornata - 4 ottobre 2003 PalaEvangelisti, Perugia               | Sirio Perugia     | 3 - 0 | Robursport Pesaro    | 25-17, 25-14, 25-17               |
| 2ª giornata - 8 ottobre 2003 PalaDionigi, Sant'Angelo in Lizzola    | Robursport Pesaro | 2 - 3 | Forlì                | 27-25, 23-25, 20-25, 26-24, 11-15 |
| 3ª giornata - 12 ottobre 2003 PalaDionigi, Sant'Angelo in Lizzola   | Robursport Pesaro | 2 - 3 | Reggio Emilia        | 20-25, 23-25, 27-25, 25-18, 12-15 |
| 4ª giornata - 19 ottobre 2003 PalaPanini, Modena                    | Modena            | 1 - 3 | Robursport Pesaro    | 12-25, 17-25, 25-21, 20-25        |
| 5ª giornata - 23 novembre 2003 PalaDionigi, Sant'Angelo in Lizzola  | Robursport Pesaro | 3 - 0 | San Giorgio Sassuolo | 25-20, 25-21, 25-15               |
| 6ª giornata - 26 novembre 2003 PalaNorda, Bergamo                   | Bergamo           | 3 - 0 | Robursport Pesaro    | 32-30, 25-19, 25-13               |
| 7ª giornata - 30 novembre 2003 PalaDeAndrè, Ravenna                 | Olimpia Ravenna   | 3 - 1 | Robursport Pesaro    | 25-17, 22-25, 25-12, 25-21        |
| 8ª giornata - 7 dicembre 2003 PalaDionigi, Sant'Angelo in Lizzola   | Robursport Pesaro | 1 - 3 | Chieri               | 20-25, 15-25, 25-22, 17-25        |
| 9ª giornata - 14 dicembre 2003 Palasport Città di Vicenza, Vicenza  | Vicenza           | 3 - 0 | Robursport Pesaro    | 29-27, 25-19, 25-17               |
| 10ª giornata - 20 dicembre 2003 PalaDionigi, Sant'Angelo in Lizzola | Robursport Pesaro | 0 - 3 | Giannino Pieralisi   | 21-25, 25-27, 24-26               |
| 11ª giornata - 18 gennaio 2004 PalaDalLago, Novara                  | Asystel           | 3 - 0 | Robursport Pesaro    | 25-16, 28-26, 25-23               |

#### Girone di ritorno
| 12ª giornata - 25 gennaio 2004 PalaDionigi, Sant'Angelo in Lizzola  | Robursport Pesaro    | 0 - 3 | Sirio Perugia     | 19-25, 21-25, 20-25        |
| 13ª giornata - 1º febbraio 2004 PalaGalassi, Forlì                  | Forlì                | 3 - 1 | Robursport Pesaro | 16-25, 25-20, 28-26, 25-21 |
| 14ª giornata - 8 febbraio 2004 PalaBigi, Reggio nell'Emilia         | Reggio Emilia        | 3 - 1 | Robursport Pesaro | 25-19, 18-25, 25-20, 25-20 |
| 15ª giornata - 11 febbraio 2004 PalaDionigi, Sant'Angelo in Lizzola | Robursport Pesaro    | 1 - 3 | Modena            | 25-13, 20-25, 23-25, 13-25 |
| 16ª giornata - 15 febbraio 2004 PalaPaganelli, Sassuolo             | San Giorgio Sassuolo | 3 - 1 | Robursport Pesaro | 25-23, 25-23, 20-25, 25-20 |
| 17ª giornata - 28 febbraio 2004 PalaDionigi, Sant'Angelo in Lizzola | Robursport Pesaro    | 1 - 3 | Bergamo           | 18-25, 27-25, 12-25, 17-25 |
| 18ª giornata - 7 marzo 2004 PalaDionigi, Sant'Angelo in Lizzola     | Robursport Pesaro    | 0 - 3 | Olimpia Ravenna   | 21-25, 18-25, 22-25        |
| 19ª giornata - 10 marzo 2004 PalaMaddalene, Chieri                  | Chieri               | 3 - 0 | Robursport Pesaro | 25-14, 25-19, 25-16        |
| 20ª giornata - 14 marzo 2004 PalaDionigi, Sant'Angelo in Lizzola    | Robursport Pesaro    | 3 - 1 | Vicenza           | 25-23, 19-25, 25-17, 25-19 |
| 21ª giornata - 21 marzo 2004 PalaTriccoli, Jesi                     | Giannino Pieralisi   | 3 - 0 | Robursport Pesaro | 25-21, 25-17, 25-23        |
| 22ª giornata - 24 marzo 2004 PalaDionigi, Sant'Angelo in Lizzola    | Robursport Pesaro    | 1 - 3 | Asystel           | 22-25, 25-14, 17-25, 19-25 |

### Coppa Italia

#### Fase a eliminazione diretta
| Ottavi di finale (andata) - 2 novembre 2003 PalaDionigi, Sant'Angelo in Lizzola | Robursport Pesaro | 0 - 3 | Bergamo           | 23-25, 20-25, 14-25 |
| Ottavi di finale (ritorno) - 16 novembre 2003 PalaNorda, Bergamo                | Bergamo           | 3 - 0 | Robursport Pesaro | 25-20, 25-22, 25-21 |

## Statistiche

### Statistiche di squadra
| Competizione | Punti | In casa | In casa | In casa | In trasferta | In trasferta | In trasferta | Totale | Totale | Totale |
| Competizione | Punti | G       | V       | P       | G            | V            | P            | G      | V      | P      |
| ------------ | ----- | ------- | ------- | ------- | ------------ | ------------ | ------------ | ------ | ------ | ------ |
| Serie A1     | 11    | 11      | 2       | 9       | 11           | 1            | 10           | 22     | 3      | 19     |
| Coppa Italia | -     | 1       | 0       | 1       | 1            | 0            | 1            | 2      | 0      | 2      |
| Totale       | -     | 12      | 2       | 10      | 12           | 1            | 11           | 24     | 3      | 21     |

G = partite giocate; V = partite vinte; P = partite perse

### Statistiche dei giocatori
| Giocatore      | Serie A1 | Serie A1 | Serie A1 | Serie A1 | Serie A1 | Coppa Italia | Coppa Italia | Coppa Italia | Coppa Italia | Coppa Italia | Totale | Totale | Totale | Totale | Totale |
| Giocatore      | P        | PT       | AV       | MV       | BV       | P            | PT           | AV           | MV           | BV           | P      | PT     | AV     | MV     | BV     |
| -------------- | -------- | -------- | -------- | -------- | -------- | ------------ | ------------ | ------------ | ------------ | ------------ | ------ | ------ | ------ | ------ | ------ |
| E. Butnaru     | 22       | 161      | 134      | 23       | 4        | 2            | 12           | 11           | 1            | 0            | 24     | 173    | 145    | 24     | 4      |
| E. Cancellieri | 0        | 0        | 0        | 0        | 0        | -            | -            | -            | -            | -            | 0      | 0      | 0      | 0      | 0      |
| N. Centoni     | 21       | 289      | 251      | 25       | 13       | -            | -            | -            | -            | -            | 21     | 289    | 251    | 25     | 13     |
| A. Del Core    | 22       | 88       | 68       | 9        | 11       | 1            | 2            | 2            | 0            | 0            | 23     | 90     | 70     | 9      | 11     |
| G. Furiassi    | 14       | -        | -        | -        | -        | 0            | -            | -            | -            | -            | 14     | -      | -      | -      | -      |
| A. Germanova   | 20       | 212      | 179      | 24       | 9        | 2            | 25           | 23           | 2            | 0            | 22     | 237    | 202    | 26     | 9      |
| J. Havlová     | 18       | 135      | 118      | 11       | 6        | 2            | 22           | 21           | 1            | 0            | 20     | 157    | 139    | 12     | 6      |
| G. Mengarda    | 20       | 32       | 22       | 4        | 6        | 2            | -            | -            | -            | -            | 22     | 32     | 22     | 4      | 6      |
| S. Qun         | 20       | 140      | 109      | 26       | 5        | 1            | 4            | 4            | 0            | 0            | 21     | 144    | 113    | 26     | 5      |
| E. Rocca       | 13       | 6        | 3        | 2        | 1        | 1            | 7            | 7            | 0            | 0            | 14     | 13     | 10     | 2      | 1      |
| V. Rosso       | 22       | 148      | 100      | 34       | 14       | 2            | 10           | 9            | 1            | 0            | 24     | 158    | 109    | 35     | 14     |
| A. Świderek    | 22       | 69       | 43       | 18       | 8        | 2            | 4            | 3            | 1            | 0            | 24     | 73     | 46     | 19     | 8      |

P = presenze; PT = punti totali; AV = attacchi vincenti; MV = muri vincenti; BV = battute vincenti